# Malaysia University of Science and Technology
Die Malaysia University of Science and Technology (MUST) in Petaling Jaya, Bundesstaat Selangor ist eine private Technische Universität in Malaysia. Sie wurde 2000 mit Hilfe des Massachusetts Institute of Technology als Research University gegründet.

## Geschichte
Im Jahre 1997 erhielt die MUST Ehsan Foundation 100 Millionen Ringgit von der malaysischen Regierung um in Kooperation mit dem Massachusetts Institute of Technology die Universität zu gründen. 2000 wurde daraufhin die Universität gegründet. Der Studienbetrieb wurde 2002 mit 46 Studenten in drei Master-Studiengängen aufgenommen. Die Hochschulleitung besteht aus einem Präsidenten, einen Provost, dem Vize Präsidenten für Forschung und dem Vize-Präsidenten für Verwaltung.